# Леон Купер
Леон Ніл Купер (англ. Leon N. Cooper; 28 лютого 1930, Нью-Йорк — 23 жовтня 2024) — американський фізик. Лауреат Нобелівської премії з фізики (разом з Джоном Бардіном та Джоном Шріффером у 1972 за мікроскопічну теорію надпровідності).

## Навчання
Народився 28 лютого 1930 р. в Нью-Йорку, відвідував середню школу в Бронксі, а потім вступив до Колумбійського університету, де спеціалізувався з фізики. Він став бакалавром 1951 р., магістром 1953 р. і доктором — 1954 р. Під час навчання в Колумбійському університеті основні інтереси Купера стосувалися галузі квантової теорії поля, якою описувалася взаємодія часток і полів на атомному чи субатомному рівні.

## Дослідження надпровідності
Стипендія Національного наукового фонду дала змогу Куперові провести 1954/1955 академічний рік в Інституті фундаментальних досліджень у Принстоні (штат Нью-Джерсі), після чого він два роки виконував постдокторську роботу під керівництвом Джона Бардіна в Іллінойському університеті. Бардін вивчав надпровідність й інші властивості речовин за температур, які лише на кілька градусів перевищували абсолютний нуль (-273,15 °С). Близько 1950 р. були проведені дослідження надпровідності в металах з декількома ізотопами (різновид елементів, що володіють однаковим числом протонів й електронів і тим самим й однаковими хімічними властивостями, але різним числом нейтронів). Виявилося, що критична температура, за якої ізотоп стає надпровідним, пропорційна його атомній масі. Атомна маса змінює властивості твердого тіла, впливаючи на поширення коливань у кристалічній структурі тіла. Це спостереження привело Бардіна до думки, що властивість надпровідності залежить від взаємодії електронів з коливаннями атомів. До цих досліджень 1956 р. приєднався і Купер. За короткий час Купер довів, що взаємодія між електронами і кристалічною ґраткою породжує зв'язані пари електронів. Під час руху крізь кристал металу один електрон притягує навколишні позитивно заряджені атоми, викликаючи цим деяку деформацію кристалічних ґраток. Ця деформація створює короткочасну концентрацію позитивного заряду, що притягує ще один електрон. Таким чином два електрони виявляються зв'язаними один з одним за посередництвом кристалічної ґратки, що утворює так звані «куперівскі пари». Разом з Джоном Бардіном і Джоном Шріффером він 1957 р. створив теорію мікроскопічної надпровідності («теорія Бардіна — Купера — Шріффера», яку вважають найважливішим внеском до теоретичної фізики з моменту створення квантової теорії). Купер разом із двома своїми колегами здобув Нобелівську премію з фізики «за створення теорії надпровідності, звичайно, називаної теорією Бардіна — Купера — Шріффера».

## Інші праці
Від 1957 до 1958 р. Купер працював асистент-професором в університеті штату Огайо, а потім займав різні професорські посади в Браунському університеті, суміщаючи з 1974 р. цю роботу з обов'язками співдиректора Браунського неврологічного центру. Багато часу він віддавав розвитку теорії центральної нервової системи. Його особливо цікавило, як модифікація нейронів веде до організації розподіленої пам'яті. Разом зі своїм колегою Чарльзом Ельбаумом Купер розробив гнучку систему, здатну розпізнавати рукописні літери і перетворювати їх у друковані. Ця система була використана корпорацією IBM в 1987 р.
Купер — автор нестандартного підручника з фізики, спочатку випущеного під назвою «Введення у зміст і структуру фізики», і досі випускається в дещо укороченій формі під назвою «Фізика: Структура і значення».

## Приватне життя
Купер і його дружина Кей Енн, до шлюбу Аллард, перебувають у шлюбі з 1969 р., у них дві дочки.

## Нагороди
Крім Нобелівської премії, Купер був нагороджений премією Комстока Національної академії наук США (1968 р.) і медаллю Декарта Університету Рене Декарта (1977 р.). Він має почесні ступені Колумбійського університету, Суссекського університету, Іллінойського університету, Браунського університету й університету штату Огайо. Він член Американської академії наук і мистецтв, Американського фізичного товариства, Національної академії наук, Американське філософське товариство та Федерація американських вчених.

## Висловлювання Леона Купера
«Теорія не виробляє скарбів цього світу (хоча й може направляти нас до їх досягнення). Теорія — щось більше. Вона є упорядкуванням досвіду, що додає досвіду сенс, а також дає нам задоволення чистого споглядання.»